# Miguel Veloso
Miguel Luís Pinto Veloso (Coimbra, 1986. május 11. –) portugál válogatott labdarúgó, jelenleg a Hellas Verona játékosa. Posztját tekintve védekező középpályás.

## Pályafutása

### Klubcsapatokban
Labdarúgó pályafutását az Benficaban kezdte, majd a Sporting akadémiájára került, ahol 2005-ig utánpótláscsapatokban szerepelt. A 2004–05-ös előszezonban felhívták az első csapat keretébe. A több játéklehetőség érdekében kölcsönadták a harmadosztályban szereplő Olivais Moscavide csapatához. Az Olivias színeiben 28 találkozón 7 gólt szerzett. Ezután visszatért a Sportinghoz, azonban nem volt könnyű dolga bekerülni a csapatba, mivel nagy nevű és tapasztaltabb játékosok szerepeltek a posztján (Ânderson Polga, Tonel, Marco Caneira or Custódio). Az idényben 23 alkalommal léphetett pályára, a Sporting pedig a második helyen végzett. A bajnokok ligájában az Internazionale elleni 1–0-s győzelem alkalmával játszott először. A mérkőzés folyamán Patrick Vieira és Luis Figo megannyi támadási kísérletét akadályozta meg. A mérkőzés előtt csak arról lehetett hallani, hogy Figo visszatér egykori együtteséhez, de a meccs után Velosoról szólt minden. Kiegyensúlyozott jó teljesítményének köszönhetően a mérkőzés emberének választották.
A 2007–2008-as idényben a középpályája belső részén João Moutinho-val szerepelt, a Sporting pedig ismét a második helyen végzett a Porto mögött.
2010. július 30-án az olasz Genoahoz igazolt. 2012. július 4-én ismét csapatot és országot váltott. Ukrajnába a Dinamo Kijivhez igazolt.
2019. július 20-án szabadon igazolható játékosként aláírt egy évre a Hellas Verona csapatához.

### Válogatott
Részt vett a Hollandiában rendezett 2007-es U21-es Eb-n, ahol a csoportkör után búcsúztak a portugálok. Veloso két gólt szerzett a tornán. A felnőtt válogatott keretébe 2007. augusztus 14-én kapott először meghívót az Örményország elleni 2008-as Eb-selejtezőre. Bemutatkozására október 13-án került sor Azerbajdzsán ellen.
Tagja volt a 2008-as Európa-bajnokságon és a 2010-es világbajnokságon részt vevő válogatott keretének.
Az Európa-bajnoki keretszűkítést követően a szövetségi kapitány Paulo Bento nevezte őt a 2012-es Eb-re készülő 23 fős keretébe.

## Sikerei, díjai
Olivais e Moscavide
- Portugál II. liga győztese: 2005–06

Sporting CP
- Taça de Portugal: 2006–07, 2007–08
- Supertaça Cândido de Oliveira: 2007, 2008
- Taça da Liga: második hely; 2007–08, 2008–09

Dinamo Kijiv
- Ukrán Premier League: 2014–15, 2015–16
- Ukrán kupa: 2013–14, 2014–15

Portugália U17
- U17-es Eb: 2003